# Dicionário de Kangxi

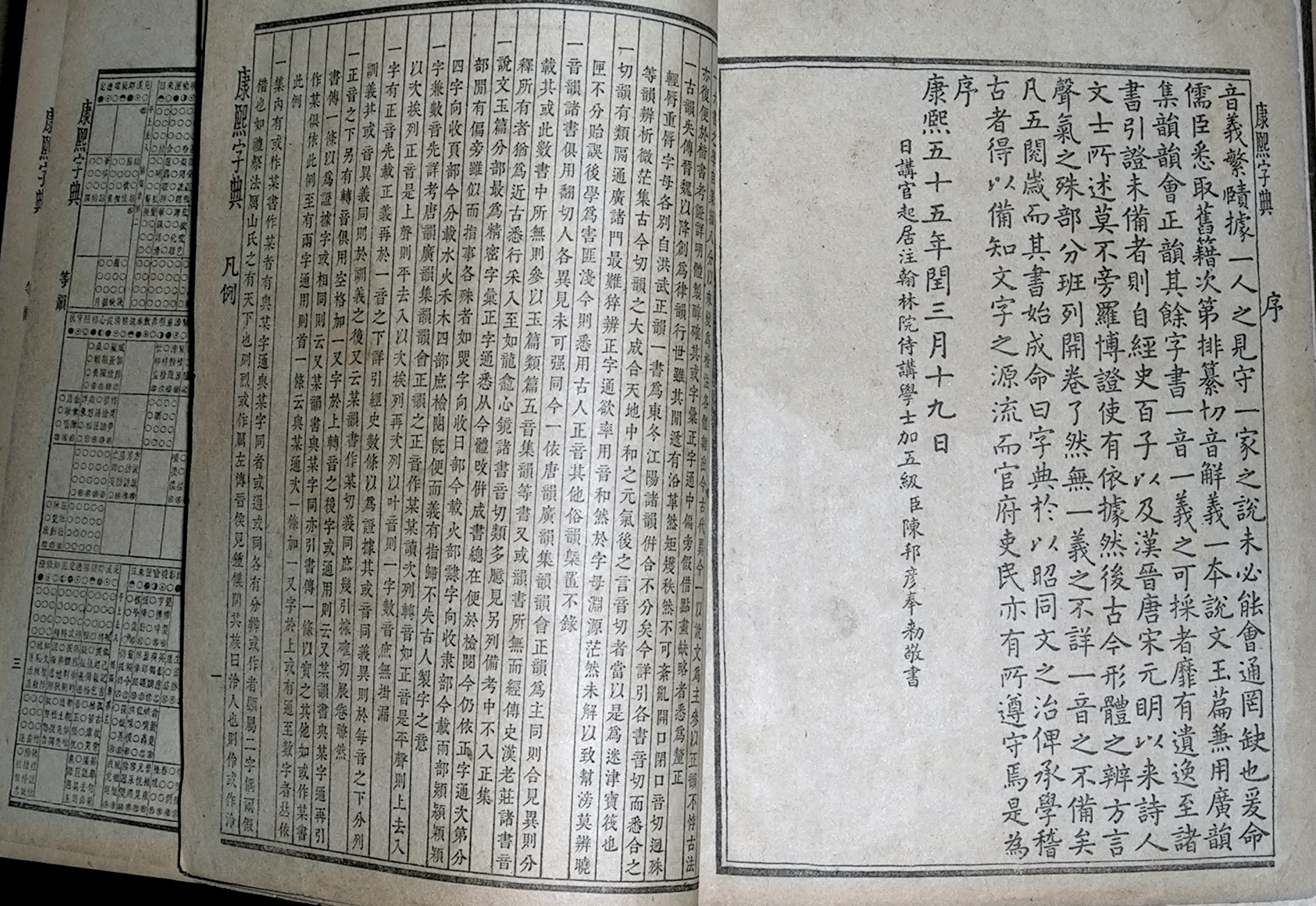
Imagem duma edição de princípios do século XX do Dicionário de Kangxi

O Dicionário de Kangxi (chinês: 康熙字典, pinyin: Kāngxī zìdiǎn) é um dicionário chinês publicado em 1716 durante o reinado do Imperador Kangxi, da dinastia Qing.
Com aproximadamente 47 000 entradas, é um dos dicionários chineses antigos mais importantes, tanto pelo seu tamanho como pela sua relevância na história da lexicografia chinesa. Os caracteres estão classificados mediante um sistema de 214 radicais, que encabeçam grupos de caracteres ordenados pelo número dos seus traços. A lista de radicais retoma a do Zìhuì (chinês tradicional: 字彙, chinês simplificado: 字汇, «Coleção de caracteres») de Méi Yíngzuò (梅膺祚) de 1615. Anteriormente encontravam-se sistemas de classificação mais complexos; por exemplo, no Shuōwén contam-se 540 radicais. A lista de radicais do Dicionário de Kangxi segue a ser utilizada os dicionários modernos em caracteres tradicionais que se publicam em lugares como Taiwan e Hong Kong, enquanto nos dicionários em caracteres simplificados editados na China continental emprega-se em geral uma forma modificada desta lista tradicional de radicais. O renome deste dicionário faz que se costume a atribuir erroneamente, a invenção da lista dos 214 radicais, às vezes conhecidos como os «radicais de Kangxi». O ordenamento dos próprios radicais não se faz por número de traços, senão por agrupações analógicas e poéticas.
A pronunciação indica-se mediante as regras do fǎnqiē, sistema de rimas que indicam a pronunciação das sílabas. São adicionadas referências a livros, obras, trabalhos e dicionários que utilizam o caráter da entrada. Também se encontra uma tábua de rimas na qual os caracteres são classificados por tipo de rima, tom e fonema inicial da sílaba.
O grande número de caracteres explica-se pela vontade exaustiva dos compiladores, que recolheram, além dos caracteres de uso comum, variantes gráficas dos caracteres, caracteres muito raros usados em nomes próprios, e mesmo casos de hápax.
Precisamente pela inclusão de formas variantes (com freqüência existem muitas maneiras alternativas de escrever os traços de um mesmo caráter), os dicionários modernos mais voluminosos chegam a ultrapassar ao Dicionário de Kangxi em número de caracteres. Por exemplo, o Zhōnghuá zì hǎi (中華字海) inclui mais de 85 000. 